# Mesquita de Kocatepe
La Mesquita de Kocatepe (en turc: 'Kocatepe Camii') és a Ankara, la capital de Turquia. És una de les mesquites més grans de la ciutat, les línies de la qual recorden els grans èxits de l'arquitecte Mimar Sinan, del segle XVI.

## Història
La idea de construir la Mesquita de Kocatepe es remunta a la dècada dels 1940. El 1944, envoltat d'un grup d'unes setanta persones, Ahmet Hamdi Akseki, el vicepresident d'Afers Religiosos de Turquia, fundà una empresa anomenada "Empresa per construir una mesquita a Yeniflehir, Ankara". Cap, però, dels expedients presentats arran d'una convocatòria de projectes de l'any 1947 no fou pas acceptat. Es van trobar terrenys i l'any 1957 es feu una nova convocatòria de projectes. En acabant, foren seleccionats els plànols de l'arquitecte Vedat Dalokay i l'any 1963 se'n col·locà la primera pedra.
L'edifici dissenyat per Dalokay fou objecte de discussió i aviat es va abandonar: «determinats experts emeteren opinions que van portar a l'anul·lació del projecte», tot i que els fonaments ja se n'havien fet. Segons la investigadora Angela Andersen, finalment el projecte s'havia considerat "massa modern".
L'any 1967, arran d'un nou concurs, es va triar el projecte de Hüsrev Tayla i Fatin Huluengin, que estava en la línia de Mimar Sinan, el gran arquitecte otomà del s. XVI,  amb voluntat de tornar a un llenguatge arquitectònic tradicional del “neootomà».Per a Angela Andersen, hi ha un vincle clar entre l'arquitectura i l'afirmació del nacionalisme i el sunnisme.
Després d'un temps, el conjunt de la mesquita s'inaugurà oficialment el 28 d'agost del 1987.

## Característiques
La mesquita combina l'estètica del segle XVI amb tecnologia del segle XX» i els seus quatre minarets que emmarquen una estructura rematada per una cúpula amb altres mitges cúpules, troba les fonts en la Mesquita de Solimà construïda per Mimar Sinan, i en la Mesquita Blava (primera dècada del segle XVII), totes dues a Istanbul.
Pot acollir 9.000 persones a la sala de pregària i al pati (hàram), i 15.000 en total tenint en compte els espais annexos.

## Galeria

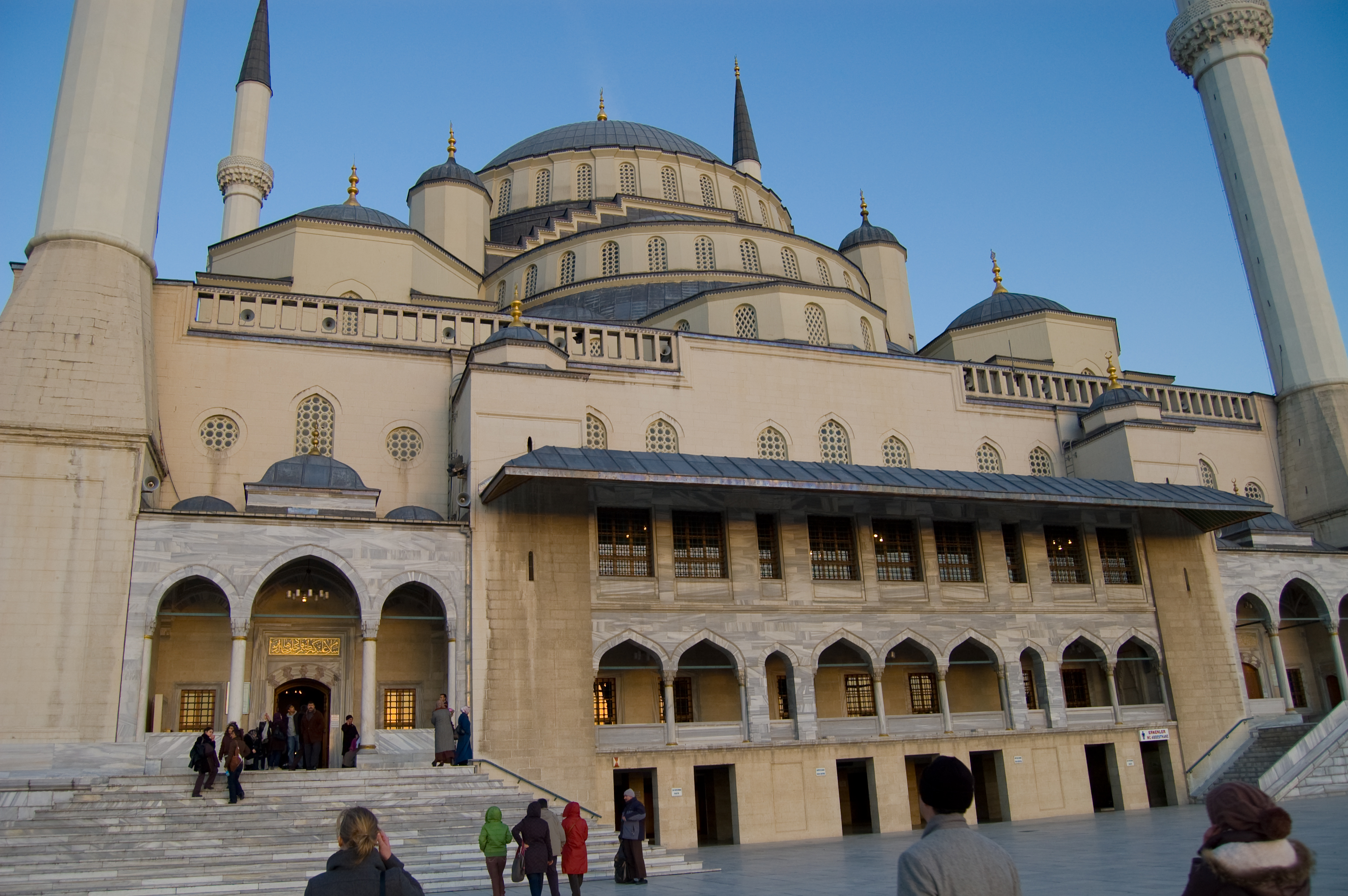
El pati que precedeix la mesquita, i l'entrada principal
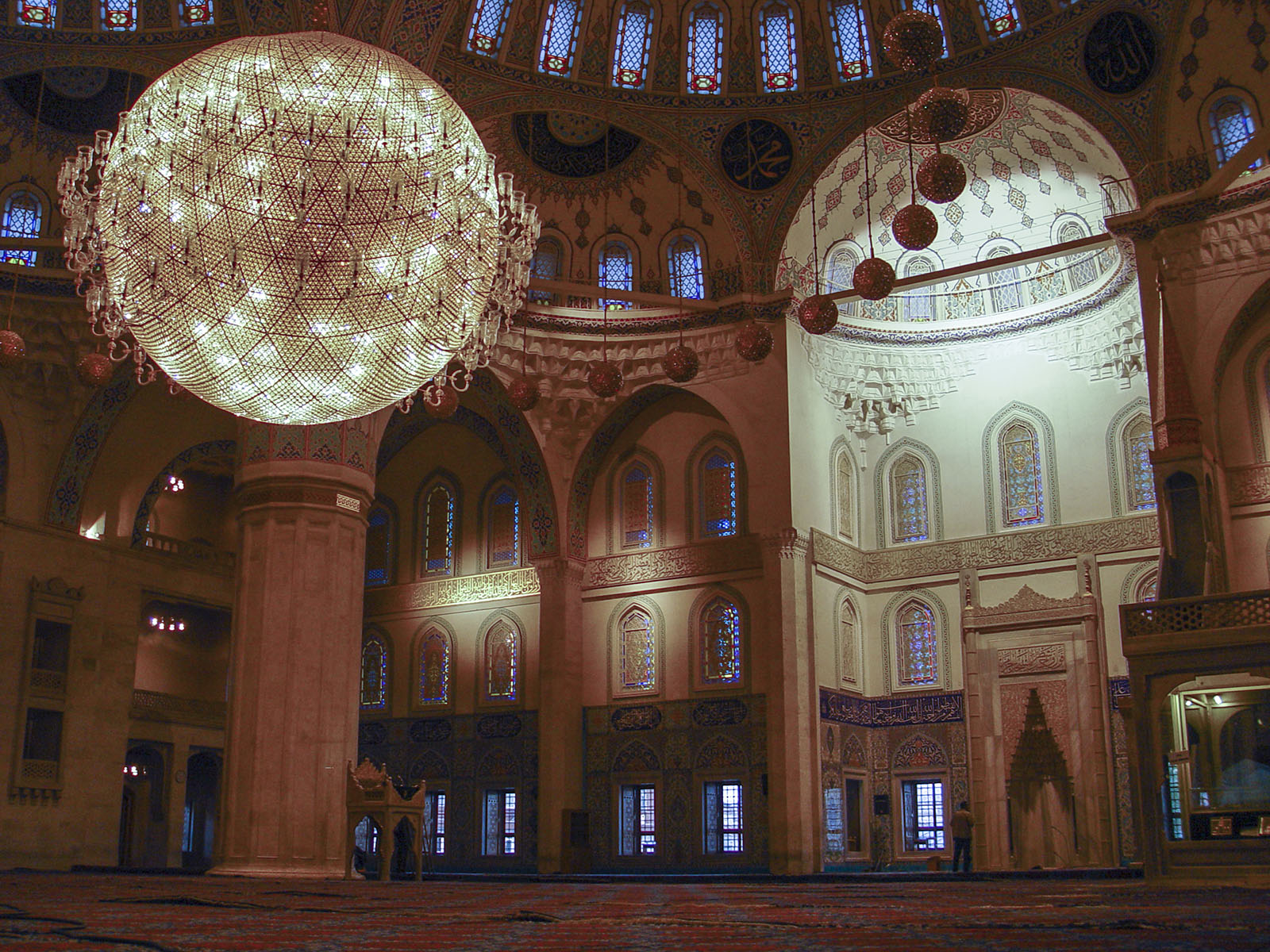
El mihrab
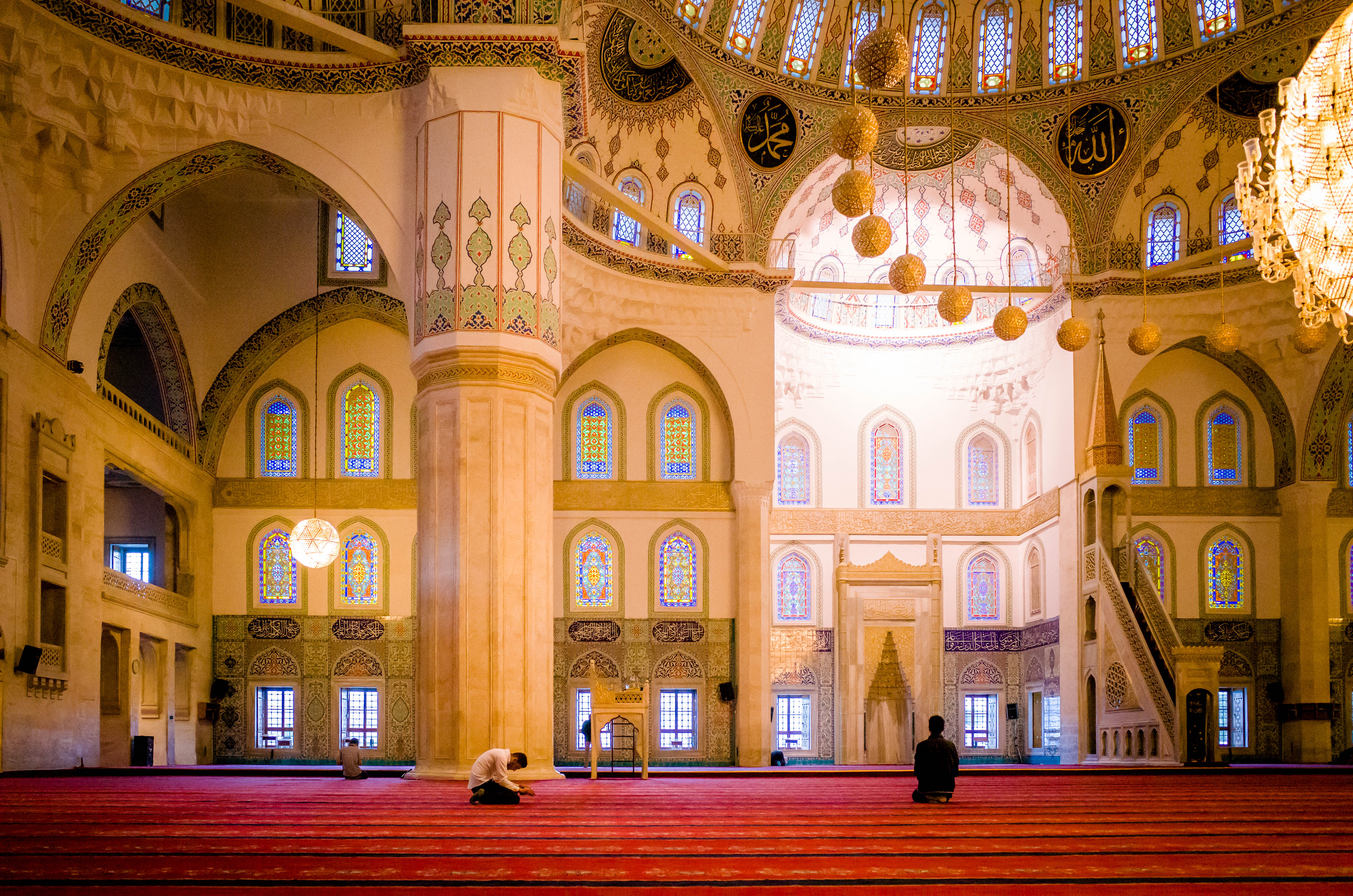
Vista de la sala de pregària
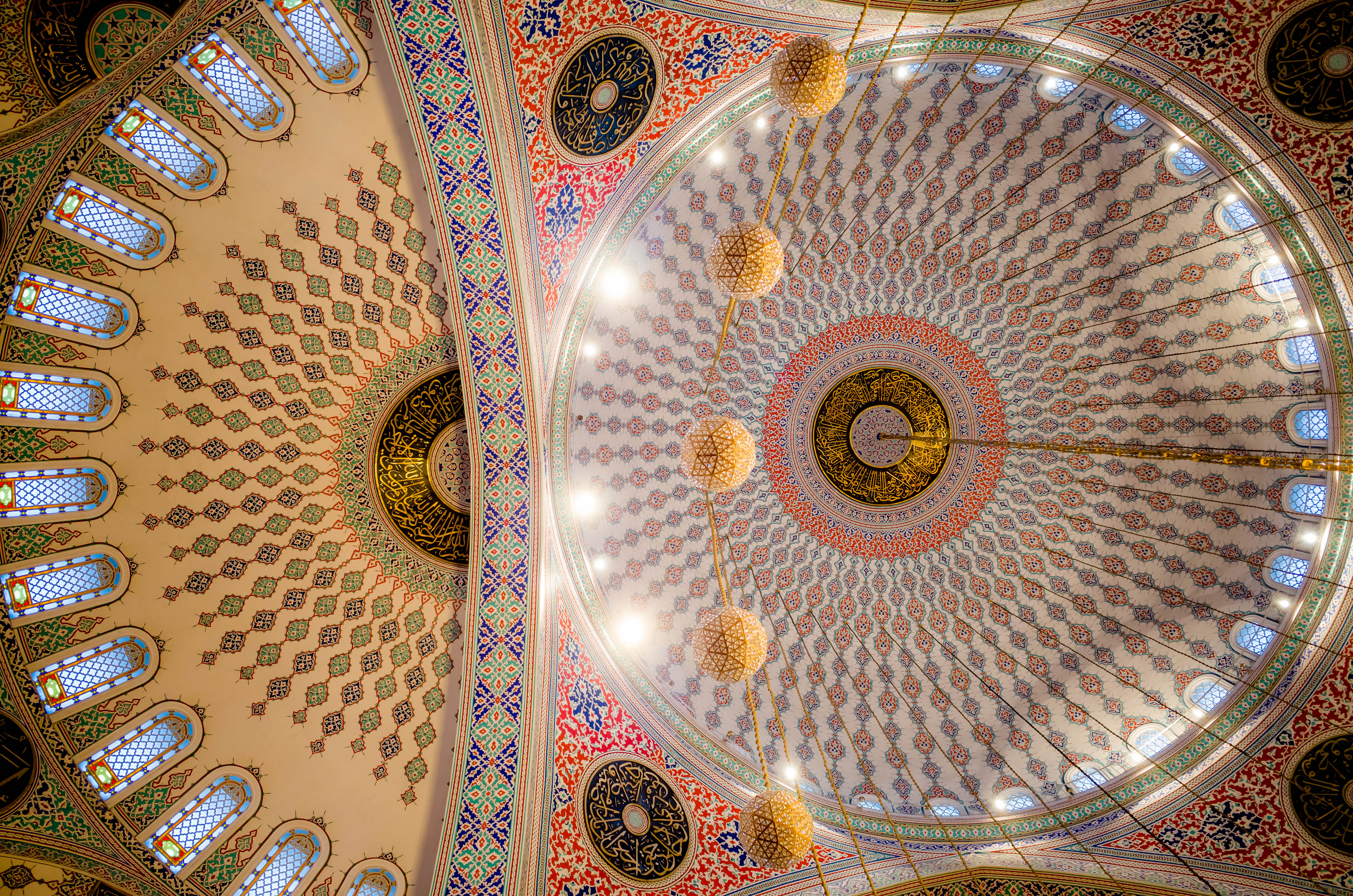
A la dreta, la cúpula central, i a l'esquerra una de les quatre mitges cúpules que la toquen

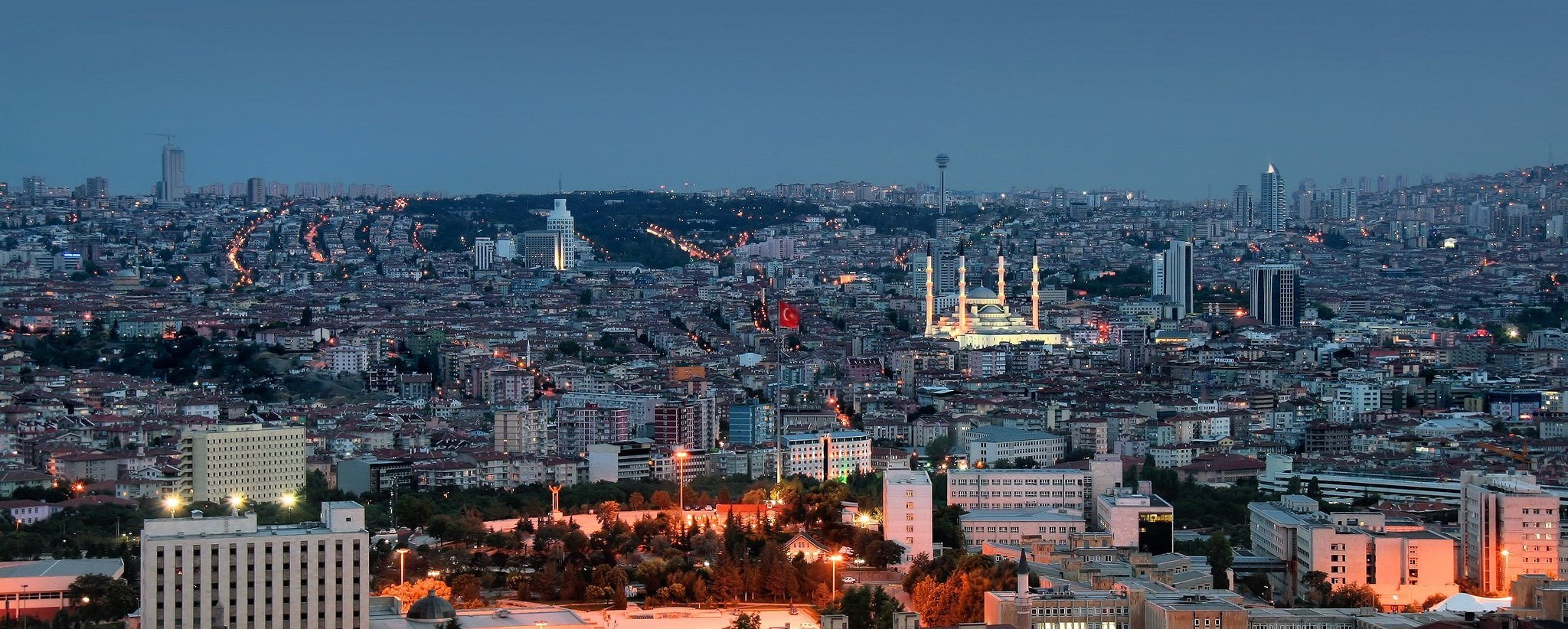
La mesquita de la ciutat